# S/2018 J 1
S/2018 J 1 é um satélite natural externo de Júpiter. Foi descoberto por Scott S. Sheppard e sua equipe em 2018, e foi anunciado em 17 de julho de 2018, por meio de uma Minor Planet Electronic Circular do Minor Planet Center. Tem cerca de 3 quilômetros de diâmetro e seu semieixo maior possui entorno de 11 483 000 km com uma inclinação de aproximadamente 30,61 graus. Pertence ao grupo Himalia.